# Agostino Marchetto

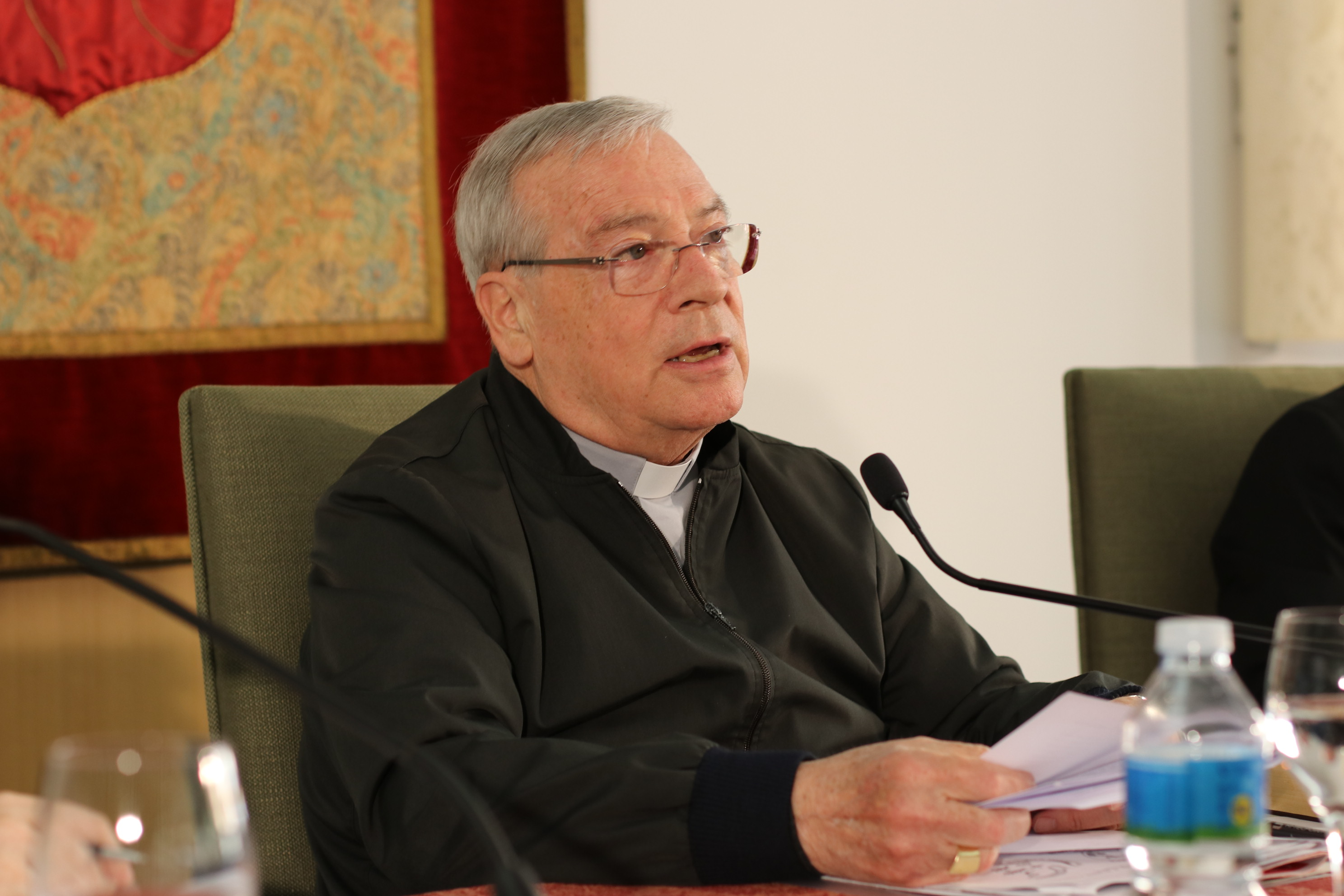
Agostino Marchetto (2016)

Kardinalswappen (seit 2023)

Agostino Kardinal Marchetto (* 28. August 1940 in Vicenza) ist ein italienischer Geistlicher und emeritierter Kurienerzbischof der römisch-katholischen Kirche.

## Leben
Agostino Marchetto besuchte die Schule des Patronato Leone XIII. in Vicenza. Anschließend studierte er Philosophie und Katholische Theologie am Priesterseminar in Vicenza. Am 28. Juni 1964 empfing er in der Kathedrale Santa Maria Annunziata in Vicenza durch den Bischof von Vicenza, Carlo Zinato, das Sakrament der Priesterweihe für das Bistum Vicenza. Nach weiterführenden Studien erwarb Marchetto ein Lizenziat im Fach Katholische Theologie und ein Diplom im Fach Pastoraltheologie. Zudem absolvierte er von 1964 bis 1968 eine Ausbildung an der Päpstlichen Diplomatenakademie in Rom.
Marchetto trat 1968 in den diplomatischen Dienst des Heiligen Stuhls ein. Er war an den Nuntiaturen in Sambia (1968–1971), in Kuba (1971–1975), in Algerien (1975–1978) und in Portugal (1978–1981) tätig. Daneben wurde er 1971 an der Päpstlichen Lateranuniversität in Rom bei Giuseppe D’Ercole mit der Arbeit Episcopato e Primato pontificio nelle decretali pseudo isidoriane. Ricerca storico-giuridica („Episkopat und päpstlicher Primat in den pseudoisidorischen Dekretalen. Geschichtlich-rechtliche Untersuchung“) im Fach Kanonisches Recht promoviert. Ab 1981 wirkte Marchetto als Nuntiaturrat an der Apostolischen Nuntiatur in Mosambik. Papst Paul VI. verlieh ihm am 27. August 1973 den Ehrentitel Päpstlicher Ehrenkaplan und Papst Johannes Paul II. am 29. Dezember 1983 den Ehrentitel Päpstlicher Ehrenprälat.
Am 31. August 1985 ernannte ihn Papst Johannes Paul II. zum Titularerzbischof von Astigi und bestellte ihn zum Pro-Nuntius in Madagaskar und Mauritius. Der Präsident der Päpstlichen Kommission für den Staat der Vatikanstadt und Kardinalpatron des Malteserordens, Sebastiano Kardinal Baggio, spendete ihm am 1. November desselben Jahres in Vicenza die Bischofsweihe; Mitkonsekratoren waren der Bischof von Vicenza, Arnoldo Onisto, und der Weihbischof in Vicenza, Carlo Fanton. Sein Wahlspruch “In patientia cum gaudio” (deutsch: „In Geduld mit Freude“) stammt aus Kol 1,11 .
Papst Johannes Paul II. berief ihn am 7. Dezember 1990 zum Pro-Nuntius in Tansania. Am 18. Mai 1994 wurde Marchetto Apostolischer Nuntius in Belarus. Ab dem 16. April 1996 war er im Staatssekretariat des Heiligen Stuhls tätig, bevor ihn Johannes Paul II. am 8. Juli 1999 zum Ständigen Beobachter bei der Ernährungs- und Landwirtschaftsorganisation der Vereinten Nationen (FAO), beim Internationalen Fonds für landwirtschaftliche Entwicklung (IFAD) und beim Welternährungsprogramm der Vereinten Nationen (WFP) bestellte. Daneben vermittelte Marchetto als päpstlicher Sondergesandter im Rahmen des Lotterieaufstands in Albanien im März 1997 zwischen den Konfliktparteien. 1998 nahm er als päpstlicher Sondergesandter in Sarajevo an den Feierlichkeiten zum Jahrestag des Besuchs von Papst Johannes Paul II. teil.
Am 6. November 2001 ernannte ihn Johannes Paul II. zum Sekretär des Päpstlichen Rates der Seelsorge für die Migranten und Menschen unterwegs. Papst Benedikt XVI. nahm am 25. August 2010 das von Agostino Marchetto vorgebrachte Rücktrittsgesuch an. Marchetto wollte sich fortan der wissenschaftlichen Forschung über das Zweite Vatikanische Konzil widmen. Am 13. September 2014 berief ihn Papst Franziskus zum Mitglied der Kongregation für die Evangelisierung der Völker.
Im Konsistorium vom 30. September 2023 nahm ihn Papst Franziskus als Kardinaldiakon mit der Titeldiakonie Santa Maria Goretti in das Kardinalskollegium auf. Aufgrund seines Alters von mehr als 80 Jahren ist er bei einem Konklave nicht wahlberechtigt.  Die Besitzergreifung seiner Titeldiakonie fand am 22. Oktober desselben Jahres statt.
Marchetto gehört dem Ritterorden vom Heiligen Grab zu Jerusalem an. Ferner erhielt er am 7. August 1981 den portugiesischen Orden des Infanten Dom Henrique (Komtur) sowie 1985 die Ehrenbürgerwürde und die Medaglia d’oro der Stadt Vicenza. 2014 wirkte er im Filmdrama Il mistero di Dante mit.

## Wirken
Agostino Marchetto galt in seinem Amt als „Einwanderungsminister“ der römischen Kurie als „unbequemer Mahner“. Er beklagte sowohl den Umgang der französischen Regierung von Präsident Nicolas Sarkozy mit Roma aus Rumänien und Bulgarien, wie auch das Vorgehen der italienischen Regierung von Ministerpräsident Silvio Berlusconi gegen illegale Einwanderung. Hingegen wurde er für sein Engagement durch den Hohen Flüchtlingskommissar der Vereinten Nationen gelobt.
Außerdem wird Marchetto als einer der wichtigsten Analytiker des Zweiten Vatikanischen Konzils angesehen. Er ist Vertreter jener Interpretationslinie, die Papst Benedikt XVI. als „Erneuerung in der Kontinuität der einzigen Kirche“ bezeichnete. So griff Marchetto immer wieder scharf die liberale theologische Schule von Bologna um Giuseppe Alberigo an. Am 7. Oktober 2013 schrieb Papst Franziskus ihm einen ausführlichen Brief. Darin bezeichnete er Marchetto als „den besten Hermeneutiker des Zweiten Vatikanischen Konzils“.

## Schriften

### Monographien
- Episcopato e Primato pontificio nelle decretali pseudo isidoriane. Ricerca storico-giuridica. Pontificia Università Lateranense, Rom 1971, OCLC 799267137.
- Nel tunnel della speranza. La chemioterapia antitumorale (= Esperienze. Band 4). Edizioni camilliane, Turin 2000, ISBN 88-8257-068-1.
- Chiesa e Papato nella storia e nel diritto. 25 anni di studi critici. Libreria Editrice Vaticana, Vatikanstadt 2002, ISBN 88-209-7156-9.
- En el túnel de la esperanza. Un arzobispo lucha contra el cáncer (= Fondo de lo humano. Band 54). Editorial Cultural y Espiritual Popular, Valencia 2003, ISBN 84-7050-762-1.
- Erga migrantes caritas Christi. Perspective historique et vision d’ensemble. Migratio, Commission de la Conférence des évêques suisses pour les migrants, Luzern 2004, ISBN 3-907831-47-0.
- Il Concilio Ecumenico Vaticano II. Contrappunto per la sua storia (= Storia e attualità. Band 17). Libreria Editrice Vaticana, Vatikanstadt 2005, ISBN 88-209-7702-8.
- Chiesa e migranti. La mia battaglia per una sola famiglia umana. Editrice La Scuola, Brescia 2010, ISBN 978-88-350-2644-0.
- Il Concilio Ecumenico Vaticano II: per la sua corretta ermeneutica (= Storia e attualità. Band 18). Libreria Editrice Vaticana, Vatikanstadt 2012, ISBN 978-88-209-8855-5.
- Vincenzo Carbone, Agostino Marchetto (Hrsg.): Il „Diario“ conciliare di Monsignor Pericle Felici, Segretario Generale del Concilio Ecumenico Vaticano II (= Storia e attualità. Band 20). Libreria Editrice Vaticana, Vatikanstadt 2015, ISBN 978-88-209-9597-3.
- Agostino Marchetto (Hrsg.): Il „Diario“ conciliare di Monsignor Pericle Felici. Addendum (= Storia e attualità. Band 21). Libreria Editrice Vaticana, Vatikanstadt 2016, ISBN 978-88-209-9799-1.
- „La riforma e le riforme nella Chiesa“: una risposta (= Storia e attualità. Band 22). Libreria Editrice Vaticana, Vatikanstadt 2017, ISBN 978-88-266-0004-8.
- Cum Petro et sub Petro. Riforme ecclesiali per la missione. Chorabooks, Hongkong 2019, ISBN 978-988-789-692-0.
- Giovanni Paolo II: il papa della famiglia (= Nova et vetera. Band 5). Solfanelli, Chieti 2020, ISBN 978-88-330-5246-5.
- Ancora sul Vaticano II: studi storici ed ermeneutici in tempo di lockdown (= Istituto superiore di scienze religiose „San Lorenzo Giustiniani“. Band 22). Marcianum Press, Venedig 2021, ISBN 978-88-6512-784-1.
- Agostino Marchetto, Angelo Federico Arcelli: Riflessioni per un dialogo intraecclesiale. Rubettino, Soveria Mannelli 2021, ISBN 978-88-498-6802-9.
- Concilio ecumenico Vaticano II: Archivio della Segreteria di Stato (= Calamo. Band 27). Marcianum Press, Venedig 2022, ISBN 978-88-6512-867-1.

### Artikel
- Rassegna sulla spiritualità laicale nel Medioevo: 1. Ordo fraternitas: confraternite e pietà dei laici nel Medioevo. In: Studia Patavina. Band 27, 1980, OCLC 981569492, S. 432–439.
- Tra collegialità e curialismo. Linee di sviluppo della canonistica medievale. A proposito di una recente pubblicazione. In: Apollinaris. Band 53, 1980, S. 253–271.
- La „fortuna“ di una falsificazione. Lo spirito dello Pseudo-Isidoro aleggia nel nuovo codice del diritto canonico? In: Monumenta Germaniae Historica (Hrsg.): Fälschungen im Mittelalter. Internationaler Kongreß der Monumenta Germaniae Historica München, 16.–19. September 1986 (= Monumenta Germaniae Historica. Schriften. Band 33,2). Band 2: Gefälschte Rechtstexte. Hahnsche Buchhandlung, Hannover 1988, ISBN 3-7752-5157-X, S. 397–411.
- Fu Monsignor Giovanni Battista Montini uno storico? In: Apollinaris. Band 63, Nr. 3–4, 1990, S. 869–883.
- In partem sollicitudinis … non in plenitudinem potestatis. Evoluzione di una formula di rapporto Primato-Episcopato. In: Rosalio José Castillo Lara (Hrsg.): Studia in honorem eminentissimi cardinalis Alphonsi M. Stickler (= Studia et textus historiae juris canonici. Band 7). Libreria Ateneo Salesiano, Rom 1992, OCLC 848885604, S. 269–298.
- Storia dei concili ecumenici. A proposito di una recente pubblicazione. In: Apollinaris. Band 65, 1992, S. 665–689.
- Il primato del vescovo di Roma nel primo millennio. In: Apollinaris. Band 65, 1992, S. 691–700.
- Chiesa locale. Ecclesiologia di comunione e cattolicità. A proposito di uno studio recente. In: Apollinaris. Band 70, Nr. 3–4, 1997, S. 625–632.
- L’evento e le decisioni: a proposito di una „tesi“ sul Concilio Vaticano II. In: Annuarium Historiae Conciliorum. Band 30, Nr. 1, 1998, S. 131–142.
- Das II. Vatikanische Konzil: Hermeneutische Tendenzen von 1990 bis heute. In: Annuarium Historiae Conciliorum. Band 32, Nr. 2, 2000, OCLC 8060174114, S. 371–386.
- Tradizione e rinnovamento si sono abbracciati: il Concilio Vaticano II. In: Bailamme. 2000, OCLC 1020139102, S. 51–64.
- La falsificazione nel Medio Evo: il caso dello Pseudo-Isidoro. In: Studi e fonti del medioevo vicentino e veneto. Band 1, 2002, OCLC 887226417, S. 119–138.
- Papato ed ecumenismo: il ministero petrino al servizio dell’unitá. In: Apollinaris. Band 75, Nr. 1–2, 2002, S. 329–343.
- Biotecnologie: una speranza per combattere la fame nel mondo? In: Maria Luisa Di Pietro, Elio Sgreccia (Hrsg.): Biotecnologie e futuro dell’uomo (= Bioetica e medicina). Vita e pensiero, Mailand 2003, OCLC 879803684, S. 231–246.
- Il Padre Congar al Concilio Vaticano II (dal suo diario). In: Archivum Historiae Pontificiae. Band 41, 2003, OCLC 5612799371, S. 253–270.
- Diritto di appello a Roma nelle Decretali Pseudo isidoriane. In: Oliver Münsch, Thomas Zotz (Hrsg.): Scientia veritatis. Festschrift für Hubert Mordek zum 65. Geburtstag. Thorbecke, Ostfildern 2004, ISBN 3-7995-7081-0, S. 191–206.
- Riforma dei giudizi sui Vescovi nelle falsificazioni Pseudo-Isidoriane. In: Davide Cito (Hrsg.): Processo penale e tutela dei diritti nell’ordinamento canonico (= Monografie giuridiche. Band 28). Giuffrè, Mailand 2005, ISBN 88-14-12101-X, S. 551–575.
- Una lettura storica del Concilio Ecumenico Vaticano II. In: Archivum Historiae Pontificiae. Band 44, 2006, OCLC 5612763322, S. 341–345.
- Il Concilio Vaticano II visto da Otto Hermann Pesch. In: Apollinaris. Band 79, Nr. 3–4, 2006, S. 815–826.
- Il „De amicitia“ di Edvige Adda. In: Studi e fonti del Medioevo vicentino e veneto. Band 3, 2007, OCLC 886967957.
- Convocazione e conferma dei sinodi, da parte del vescovo di Roma, nelle Decretali Pseudo-Isidoriane. In: Annuarium Historiae Conciliorum. Band 40, Nr. 1, 2008, OCLC 8290608368, S. 111–130.
- International Students in North America and Pastoral Care. In: Journal of Catholic Higher Education. Band 27, Nr. 2, 2008, OCLC 770079218, S. 173–192.
- Il P. Henri de Lubac, S.J., dal suo diario al Concilio Vaticano II. In: Archivum Historiae Pontificiae. Band 47, 2009, S. 431–453.
- Vaticano II: Prospettive ermeneutiche conciliari. In: Annuarium Historiae Conciliorum. Band 42, Nr. 2, 2010, OCLC 8101028416, S. 351–372.
- Dall’antica Roma culla dell’universalità al Mediterraneo „mare dei diritti“. In: Libertà civili. Nr. 4, 2010, OCLC 8178806692, S. 125–131.
- L’evangelizzazione nel Concilio Ecumenico Vaticano II. In: Annuarium Historiae Conciliorum. Band 44, Nr. 2, 2012, OCLC 8290609415, S. 379–394.
- Concilio ecumenico Vaticano II nell’Anno della Fede. Rinnovamento nella continuità: Nova et Vetera. In: Walter Brandmüller (Hrsg.): Le chiavi di Benedetto XVI per interpretare il Vaticano II. Cantagalli, Siena 2012, ISBN 978-88-8272-822-9, S. 67–90.
- Concili e potere secolare nelle Decretali Pseudo Isidoriane. In: Annuarium Historiae Conciliorum. Band 46, Nr. 1–2, 2014, OCLC 8101026664, S. 53–80.
- Migration als Zeichen der Zeit und als Sorge der Kirche. In: Pastoraltheologische Informationen. Band 34, Nr. 2, 2014, OCLC 1197096789, S. 237–256 (d-nb.info [PDF; 85 kB]).
- La libertà religiosa a partire dal Concilio Vaticano II. In: Agostino Marchetto, Daniele Trabucco (Hrsg.): La libertà religiosa tra stato e chiesa atti del Convegno Santa Giustina (Belluno), 16 maggio 2013 (= Centro di spiritualità e cultura „Papa Luciani“. Band 3). Solfanelli, Chieti 2014, ISBN 978-88-7497-878-6.
- Dialogue in Migration and Religion. In: Regina Polak, Wolfram Reiss (Hrsg.): Religion im Wandel Transformation religiöser Gemeinschaften in Europa durch Migration – Interdisziplinäre Perspektiven. V & R Unipress, Göttingen 2015, OCLC 7350753917, S. 317–332.
- Riforma nella continuità. La corretta ermeneutica conciliare per la formazione sacerdotale e un fecondo ministero presbiterale. In: Agostino Marchetto, Giovanni Parise (Hrsg.): Riforma nella continuità. Riflessioni a cinquanta anni dal Concilio Vaticano II. Solfanelli, Chieti 2016, ISBN 978-88-7497-986-8, S. 11–36.
- La dichiarazione Dignitatis Humanae. Rottura o Riforma e Rinnovamento nella continuità dell’unico soggetto Chiesa? In: Annuarium Historiae Conciliorum. Band 48, Nr. 2, 2017, OCLC 8258430863, S. 377–395 (brill.com).
- La minoranza nel Vaticano II dal „Diario“ di Pericle Felici, suo Segretario Generale. In: Annales historiae conciliorum. Band 50, Nr. 1, 2020, S. 113–128.